# Ectocyclops coperes
Ectocyclops coperes – gatunek widłonoga z rodziny Cyclopidae. Opisał go w 1928 roku brytyjski zoolog Robert Gurney, nadając mu nazwę Paracyclops coperes. Miejsce typowe to afrykańskie jezioro Tanganika.